# Carmagnola (stacja kolejowa)
Carmagnola (włoski: Stazione di Carmagnola) – stacja kolejowa w Carmagnola, w prowincji Turyn, w regionie Piemont, we Włoszech. Znajduje się na linii Turyn – Savona i Carmagnola – Bra.
Według klasyfikacji Rete Ferroviaria Italiana posiada kategorię srebrną

## Historia
Stacja weszła do eksploatacji 14 marca 1853 wraz z otwarciem linii Trofarello-Savigliano, zainaugurowanej poprzedniego dnia.
W dniu 7 marca 1884 r. otwarto linię do Bra, stając się stację węzłową.

## Linie kolejowe
- Turyn – Savona
- Fossano – Cuneo

## Połączenia
Na stacji zatrzymują się wszystkie pociągi linii nr 4 i 7 Kolei aglomeracyjnej w Turynie i szybkie pociągi regionalne kursujące w kierunku Cuneo, Savony i Ventimiglii, wszystkie obsługiwane są przez Trenitalia w ramach umowy o świadczenie usług zawartej z regionem Piemont.